# Journée nationale du drapeau gabonais

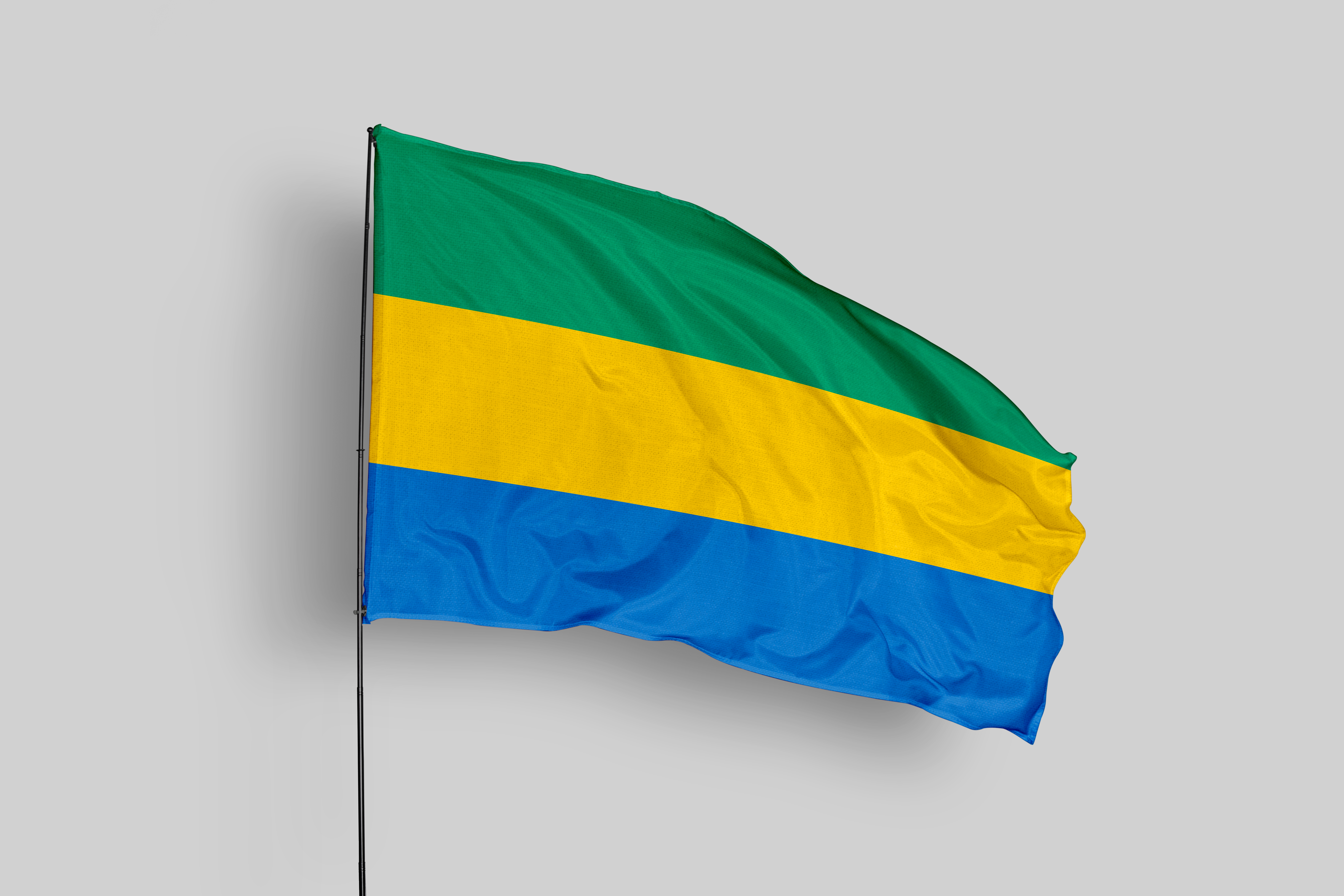
Drapeau du Gabon

Au Gabon,  le jour du drapeau est célébré chaque 9 août, aussi appelé Journée nationale du drapeau gabonais, cette date commémore l’adoption de la loi n°56/60 portant modification de l'emblème national par l'Assemblée nationale.
La journée nationale du drapeau est marquée par des cérémonies institutionnelles et publiques sur toute l’étendue du territoire national ainsi que le pavoisement des villes aux couleurs du drapeau gabonais. Ce jour n'est pas férié.

## Histoire
C'est le Président Ali Bongo Ondimba qui institue la journée du 09 août comme jour de célébration du drapeau du Gabon, pour renforcer l’esprit patriotique. Ainsi, la date est formalisée par décret présidentiel et rendue publique lors du conseil des ministres du 2 décembre 2009.

## Thèmes des journées du drapeau
- 2010 : 1re édition : Journée du drapeau ;
- 2011 : 2e édition : Civisme et respect des symboles ;
- 2012 : 3e édition : Maternité allaitante ;
- 2013 : 4e édition : Union, travail, justice ;
- 2014 : 5e édition : Le Gabonais face aux défis de la citoyenneté ;
- 2015 : 6e édition : Unité nationale et symboles de la République ;
- 2016 : 7e édition : Autour du drapeau, bâtissons un édifice ;
- 2017 : 8e édition : Identités, valeurs et construction de la nation ;
- 2018 : 9e édition : Patrimoine, patrie et patriotisme dans le Gabon d’aujourd’hui ;
- 2019 : 10e édition : Éthique, Conscience patriotique et Construction Nationale ;
- 2020 : 11e édition : Citoyenneté nationale, civisme et santé publique ;
- 2021 : 12e édition : Solidarité nationale pour la résilience face à la Covid-19.